# 찰스 다나 깁슨

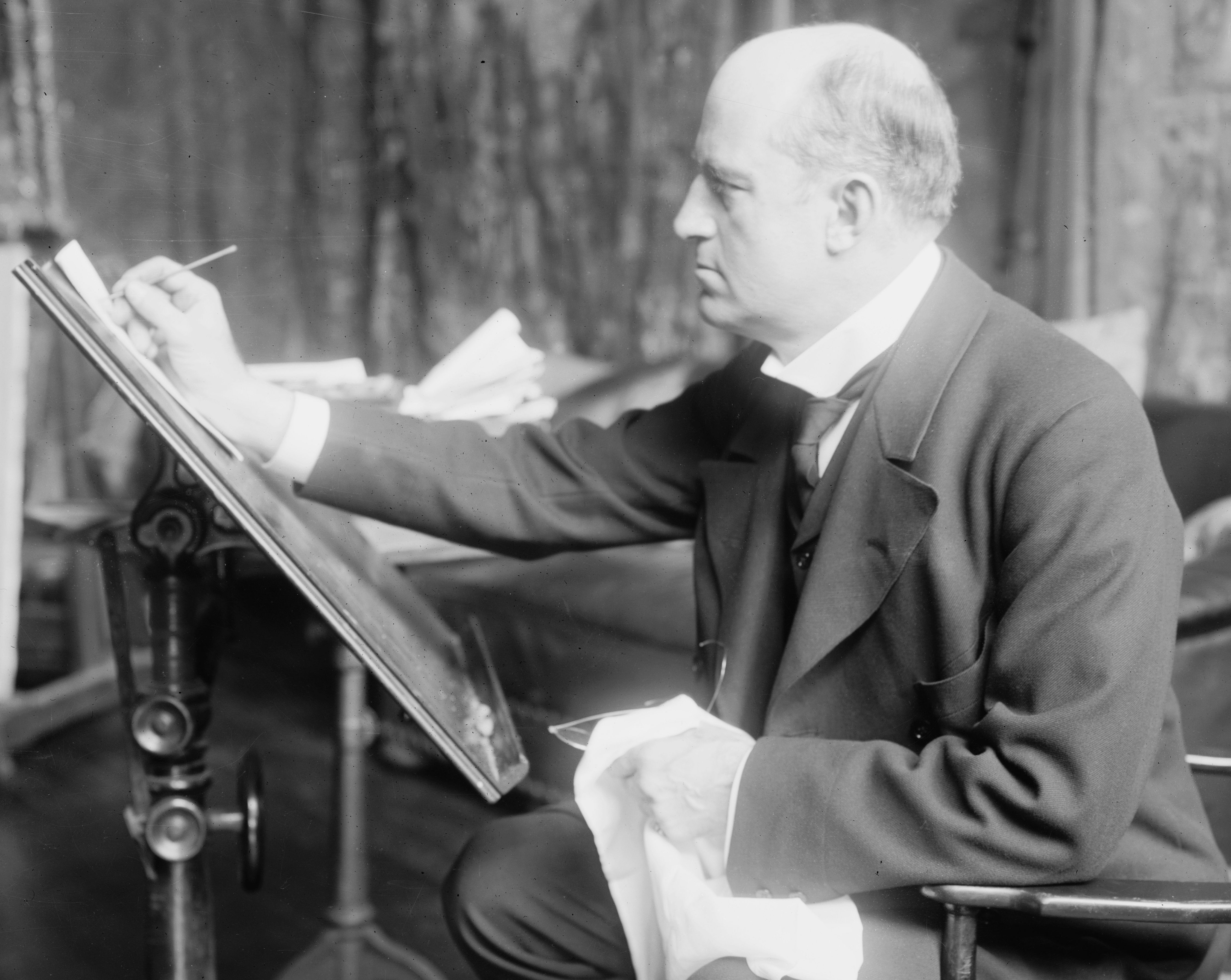
찰스 다나 깁슨

찰스 다나 깁슨(Charles Dana Gibson, 1867년 9월 14일 ~ 1944년 12월 23일)은 미국의 삽화가이다.
20세기 초반의 아름답고 독립적인 미국 여성을 상징하는 깁슨 걸을 창조했다. 그는 30년 넘게 라이프지와 여러 주요 전국지에 삽화를 실었으며, 1918년에는 편집장이 되었고 이후 일반 잡지의 소유주가 되었다.

## 생애
1867년 9월 14일 미국 매사추세츠주 록스버리에서 태어났다. 부모는 조세핀 엘리자베스(본명 러벳)와 찰스 드울프 깁슨이다. 그는 다섯 형제자매와 함께 자랐으며, 미국 상원의원 제임스 드울프와 윌리엄 브래드포드의 후손이었다.
어릴 때부터 예술에 재능과 관심이 있었던 깁슨은 부모의 권유로 뉴욕 시의 아트 스튜던트 리그에 입학해 2년간 공부했다.
1886년 라이프지에 자신의 첫 펜과 잉크 스케치를 팔면서 작품 활동을 시작했다. 라이프지는 존 에임스 미첼과 앤드루 밀러가 창간한 잡지로, 일반 기사와 유머, 삽화, 만화를 다루었다. 깁슨의 작품은 30년 넘게 이 인기 있는 전국지에 주간으로 실렸다. 그는 곧 명성을 얻어 하퍼스 위클리, 스크리브너스, 콜리어스 등 뉴욕의 주요 출판물에도 그림을 선보였다. 그의 삽화가 들어간 책으로는 1898년 출판된 앤서니 홉의 《젠다의 포로》와 후속작 《헨초의 루퍼트》, 리처드 하딩 데이비스의 《갤러거와 기타 이야기》가 있다.

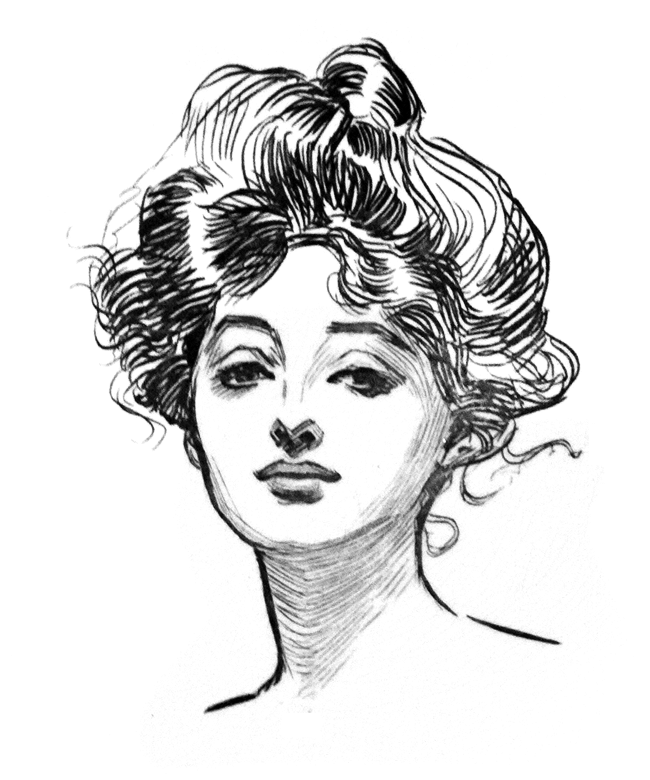
깁슨 걸, 1898년 창조

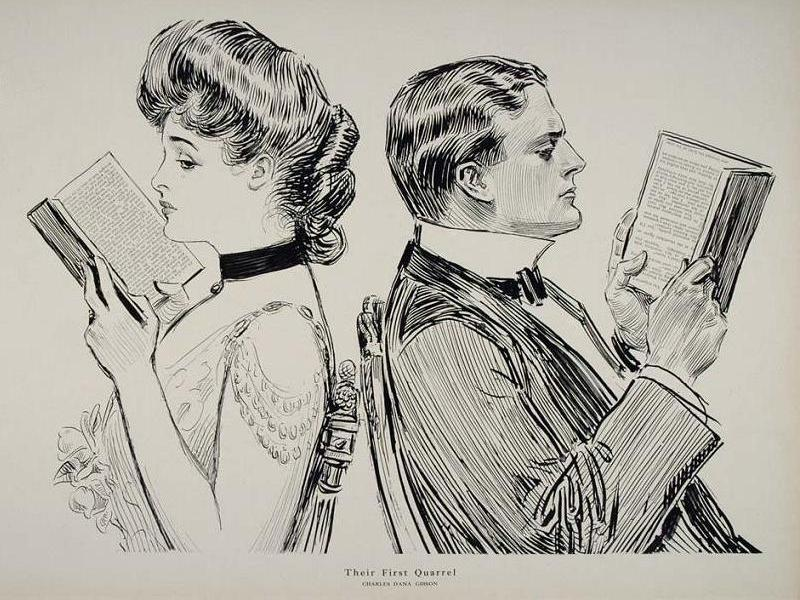
그들의 첫 다툼, 1914년

깁슨 걸의 영감이 그의 아내와 그녀의 세련된 랭혼 자매들에게서 비롯되었다는 이야기가 자주 전해지지만, 사실 첫 번째 깁슨 걸은 1890년에 등장했으며, 이는 깁슨이 랭혼 가족을 알기 2년 이상 전의 일이다. 이후에는 많은 친구와 가족이 그의 삽화 모델이 되었다. 랭혼 가족의 아버지 치스웰 랭혼은 남북전쟁으로 재산이 크게 줄었지만, 19세기 후반에는 담배 경매와 철도 사업으로 다시 부를 쌓았다.
1918년 존 에임스 미첼이 사망한 후, 깁슨은 라이프지의 편집장이 되었고 나중에는 잡지 소유주가 되었다. 제1차 세계대전 이후 깁슨 걸의 인기가 시들해지자, 깁슨은 개인적인 즐거움으로 유화 작업에 몰두했다. 같은 해 그는 미국 국립 디자인 아카데미 준회원으로 선출되었고, 1932년 정회원이 되었다.
1936년 은퇴했으며, 그 해 스크리브너스 출판사에서 페어팩스 다우니가 쓴 그의 전기 《시대의 초상, C. D. 깁슨이 그린 이야기》가 출간되었다. 1944년 세상을 떠날 때 그는 “자신 시대에 가장 유명한 펜과 잉크 아티스트이자, 후기 작품으로 평단의 찬사를 받은 화가”로 여겨졌다.

## 개인 생활
1895년 11월 7일 깁슨은 철도 사업가 치스웰 랭혼의 딸 아이린 랭혼(1873년 ~ 1956년)과 결혼했다. 아이린은 버지니아주 댄빌에서 태어났으며, 다섯 자매 중 한 명으로 모두 미모로 유명했다. 그중 낸시 애스터는 영국 하원에서 최초로 여성 하원의원(MP)으로 활동한 비스카운테스 애스터였다. 아이린과 찰스는 두 자녀를 두었다.
- 아이린 랭혼 깁슨(1897년 ~ 1973년)은 1916년에 건축가 조지 B. 포스트의 손자인 조지 브라운 포스트 3세(1890년 ~ 1952년)와 결혼했다. 이후 두 사람은 이혼했고, 1926년에 부동산 개발업자 존 조시아 에머리(1898년 ~ 1976년)와 재혼했다.
- 랭혼 깁슨(1899년 ~ 1982년)은 1922년에 마리온 테일러(1902년 ~ 1960년)와 결혼했다. 1936년에 파르테니아 버크 로스(1911년 ~ 1998년)와 재혼했다.

깁슨은 경력의 일부분 동안 뉴욕주 뉴로셸에 살았다. 이곳은 당시 배우, 작가, 예술가들이 모인 유명한 예술촌으로, 미국의 저명한 일러스트레이터들이 많이 거주하는 곳으로 알려져 있었다. 깁슨은 메인주 아일스보로 근처에 700에이커 섬이라 불리는 섬을 소유했으며, 그와 아내는 점점 더 많은 시간을 그곳에서 보내곤 했다.
1944년, 77세의 나이로 뉴욕시 이스트 73번가 127번지 자택에서 심장 질환으로 세상을 떠났다. 뉴욕에 있는 자택에서 비공개 장례식이 열린 뒤, 매사추세츠주 케임브리지의 마운트 오번 묘지에 안장되었다. 그의 부인은 1956년 4월 버지니아주 그린우드 자택에서 83세의 나이로 사망했다.